# Conferência de Londres sobre a Somália

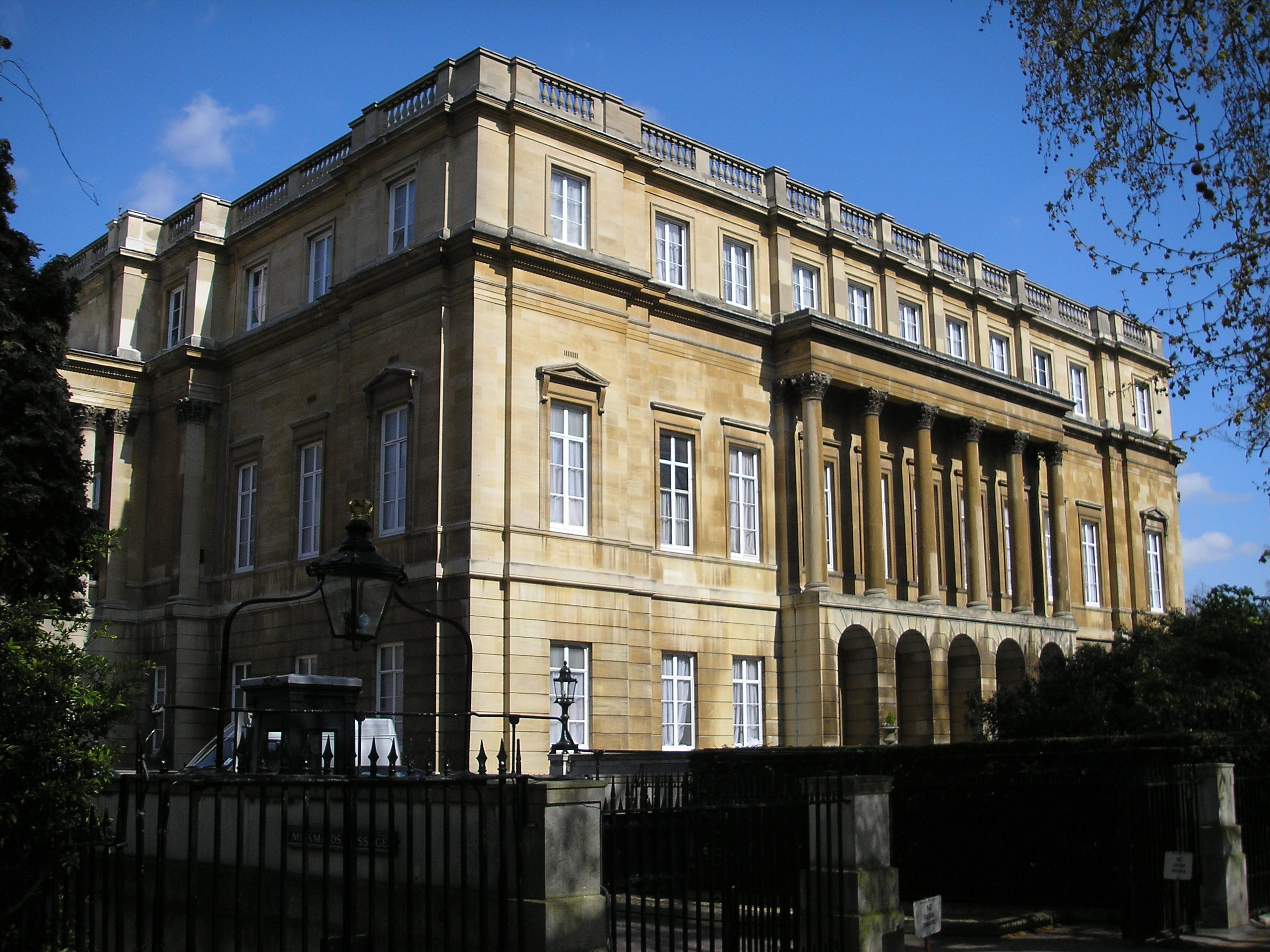
Lancaster House, local da conferência.

A Conferência de Londres sobre a Somália foi uma conferência diplomática organizada pelo Governo do Reino Unido, que ocorreu em Londres em 23 de fevereiro de 2012. Com a presença de funcionários do governo somali e membros da comunidade internacional, concentrou-se na resolução de questões que surgiram na Somália em consequência da Guerra Civil Somali.

## Visão geral
A Conferência de Londres foi a mais recente das vinte conferências internacionais sobre a Somália que foram realizadas desde o início da guerra civil no país. De acordo com o Foreign and Commonwealth Office (FCO), a reunião tinha como objetivo apresentar uma nova abordagem, tratando tanto das causas profundas como dos efeitos dos problemas locais.
A conferência contou com a presença de representantes do Governo Federal de Transição da Somália, bem como dos presidentes das regiões autônomas de Puntland, Somaliland e Galmudug e do Ahlus Sunnah wal Jamaah (ASWJ). Além disso, participaram funcionários de cerca de 50 governos e de várias organizações internacionais, incluindo as Nações Unidas, União Africana, União Europeia, Banco Mundial, Autoridade Intergovernamental para o Desenvolvimento, Organização para a Cooperação Islâmica e Liga dos Estados Árabes. O grupo militante Al-Shabaab, que controla partes do centro-sul da Somália, não foi convidado a participar da reunião. A reunião foi realizada na Lancaster House.
Na preparação para a conferência, as partes interessadas somalis e globais se reuniram com as autoridades britânicas para discutir as principais áreas de preocupação da reunião. O Gabinete de Relações Exteriores e da Commonwealth britânico indicou que seriam necessários um compromisso político sustentado e uma ação tangível e que as partes envolvidas teriam de apoiar e desenvolver o trabalho existente dos grupos da sociedade civil somali, da ONU, da UA e das ONGs. Também afirmou que, embora o progresso provavelmente seja gradual, esperava-se que a conferência sirva como um catalisador e talvez venha a ser vista como um ponto de virada. O primeiro-ministro britânico David Cameron disse que o foco da comunidade internacional deve ser ajudar os esforços existentes das autoridades somalis para fortalecer a segurança e estabelecer um governo representativo, e assegurar a prestação de assistência humanitária para as áreas vulneráveis.

## Objetivos
De acordo com os planejadores da conferência, havia sete áreas específicas de interesse para as quais esperavam chegar a um acordo sobre uma série de medidas práticas:
- Segurança: financiamento sustentável para a Missão da União Africana na Somália (AMISOM) e apoio aos setores de segurança e justiça somali;
- Processo Político: acordo sobre o que deve suceder as instituições de transição em Mogadíscio em agosto de 2012 e o estabelecimento de um Conselho de Gestão Financeira Conjunta;
- Estabilidade Local: um pacote internacional coordenado de apoio às regiões da Somália;
- Contraterrorismo: compromisso renovado para enfrentar coletivamente a ameaça terrorista proveniente da Somália;
- Pirataria: rompendo com o modelo de negócios da pirataria;
- Humanitário: compromisso renovado para lidar com a crise humanitária da Somália;
- Coordenação internacional: acordo sobre o melhor tratamento internacional dos problemas da Somália.